# Leichensack

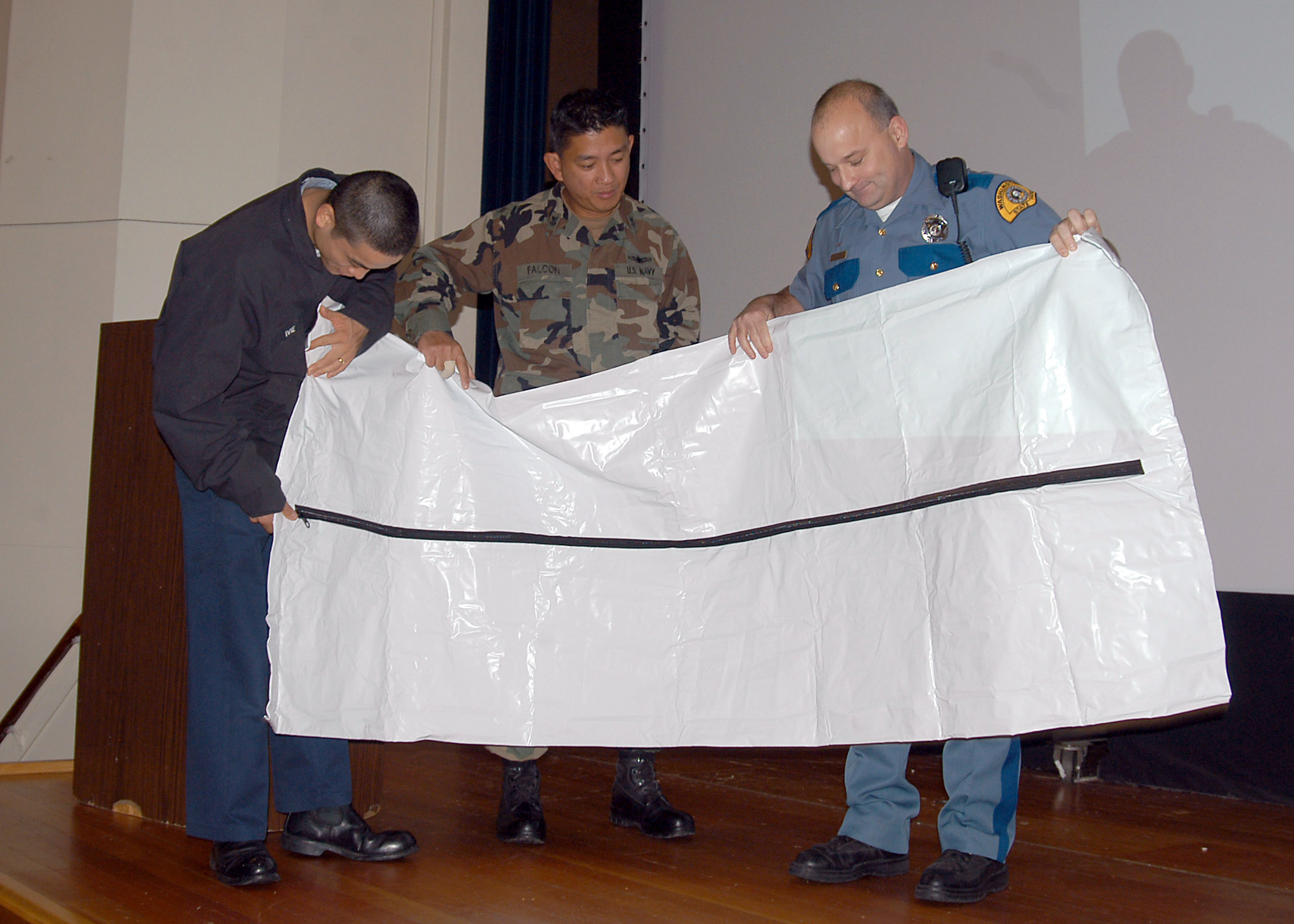
Leichensack

Der Leichensack ist ein aus speziellem Kunststoff hergestellter, luft- und flüssigkeitsdichter Sack, der zum Transport von Leichen vom Fundort (z. B. dem Schauplatz eines Verbrechens, einer Naturkatastrophe oder militärischen Auseinandersetzungen) zur weiteren Untersuchung, beispielsweise in der Gerichtsmedizin, oder direkt zur Bestattung benutzt wird. Spezielle virendichte Leichensäcke werden beispielsweise für Todesopfer von Seuchen, wie dem Ebolafieber, genutzt, um die Bevölkerung, medizinisches Personal und Bestatter vor Ansteckungen zu schützen.
Leichensäcke sind in verschiedenen Größen für Erwachsene, Kinder und Säuglinge in Gebrauch. Es gibt auch Säcke in Übergrößen mit einer Tragkraft bis zu 400 kg.
Bei der Berichterstattung dienen Bilder von aufgereihten Leichensäcken oft als drastisches und plakatives Mittel zur Darstellung der Opferzahl.

## Bedeutung für die polizeiliche und gerichtsmedizinische Praxis
Leichensäcke verhindern den Zugang von Insekten zur Leiche. Dies ist insbesondere in der Forensik von Bedeutung, da der Befall durch Insekten wie Fliegenlarven den Zersetzungsprozess beschleunigen und forensische Untersuchungen erschweren kann. Moderne Leichensäcke aus Materialien wie Tychem® TK oder Polyethylen sind so konzipiert, dass sie eine vollständige Abdichtung gewährleisten und die Integrität der Leiche bis zur Untersuchung bewahren können.
In der forensischen Entomologie, einem Teilbereich der Kriminalbiologie, werden Insekten, welche sich seit dem Tod des Opfers bei diesem befanden, genutzt, um den Todeszeitpunkt zu bestimmen. Ein unkontrollierter Zugang von Insekten könnte jedoch Beweismittel verfälschen oder zerstören. In der Rechtsmedizin ist zu beobachten, dass beim Öffnen eines Leichensacks gelegentlich Insektenmaden (auch aus dem Opfer) herauskriechen können.  Ein Entsorgen dieser kann problematisch sein, da dabei wichtige Beweismittel unabsichtlich zerstört oder weggespült werden könnten.